# Азан, Болеслав Антонович
Болеслав Антонович Азан (латыш. Boļeslavs Azāns; род. 1921 год) — советский латвийский государственный деятель. Депутат Верховного Совета Латвийской ССР 7-го, 8-го и 9-го созывов. Председатель Верховного суда Латвийской ССР (1956—1985).
С 1938 года трудился рабочим в типографии, рабочим по ремонту железнодорожных путей.
Окончил Всесоюзный юридический институт. С 1949 года — начальник отдела нотариата Министерства юстиции Латвийской ССР, член Верховного суда Латвийской ССР. С 1953 года — председатель Рижского областного суда, первый заместитель министра юстиции Латвийской ССР. С 1956 по 1985 года — председатель Верховного Суда Латвийской ССР.
В 1957 году вступил в КПСС.
Избирался членом Ревизионной комиссии ЦК КП Латвии, депутатом Верховного Совета Латвийской ССР 7 — 9 созывов.
Награды и звания
- Заслуженный юрист Латвийской ССР.